# La Laiterie du berger
 (avril 2022).
 (juin 2024).
La Laiterie du berger est une entreprise laitière fondée en 2006 par Bagoré Bathily à Richard Toll, au Nord du Sénégal. L’entreprise assure la collecte du lait des éleveurs de la zone, leur assurant ainsi une source de revenus stables. Ses produits sont vendus sous ses marques Dolima et Kossam au Sénégal, en Gambie et au Mali. La LDB est un "social business" dont l'un des buts est de générer un impact social positif aussi bien qu'une rentabilité économique.

## Histoire
En 2005, le PDG de la LDB, Bagoré Bathily, vétérinaire de formation part du constat que près de 90 % du lait consommé au Sénégal est importé sous forme de poudre alors que près de 4 millions de personnes, principalement des Peuls, vivent traditionnellement de l’élevage et pourraient produire du lait. Il a alors l’idée de créer une entreprise qui propose des produits à base de lait collecté localement permettant ainsi de satisfaire une partie de la demande et d’améliorer les conditions de vie des éleveurs. La Laiterie du Berger a ainsi mis en place une organisation qui lui permet de se fournir auprès de 1 400 éleveurs de la région de Richard-Toll au Nord du Sénégal, où son usine est implantée. Ces fournisseurs sont répartis à travers plusieurs circuits de collecte que les véhicules de l’entreprise parcourent, dans un périmètre de cinquante kilomètres autour de l’unité de production.
La Laiterie du Berger emploie plus de 500 employés, principalement sur ses sites de Richard-Toll et de Dakar. Les ventes ont cru de manière fulgurante au cours des années : la LDB produit et vend des produits laitiers sous ses marques Dolima et Kossam qui sont distribués dans plus de 16 000 points de vente à travers le Sénégal, la Gambie et le Mali. La collecte de lait, pilier de l’impact social de La Laiterie du Berger, a largement progressé et profite en plus aux éleveurs. Ceux-ci trouvent un débouché quotidien pour leur lait et une source régulière de revenus monétaires qui leur permet d’acheter nourriture et médicaments pour les animaux et de faire face aux imprévus. Le partenariat avec la LDB leur permet également d’être moins nomades, favorisant la scolarité des enfants. Pour faire face au manque de productivité des vaches, les équipes de la Laiterie du Berger, à travers sa filiale KSDE, Kossam Société de Développement de l’Elevage, assistent les éleveurs en termes de santé animale et d’apport d’aliment pour bétail durant la période de « soudure », ce moment où l’herbe vient à manquer en attendant la saison des pluies et qui contraint les éleveurs à la transhumance.

## Activités

### Dolima
La marque Dolima, créée en 2009, produit et commercialise 3 grandes familles de produits laitiers :
- Lait frais qui a fait ses débuts en 2006 et qui depuis 2020 est aussi vendu en brique de 450ml et de 200ml
- Le lait caillé[1] avec les pots et sachets de yaourt vanille, les pots de yaourt nature et la crème fraiche
- Le thiakry qui est vendu en sachet de 220 g et en pot de 350 g

### Certifications B Corps
La Laiterie du Berger obtient en juillet 2020 la certification B Corp et devient la 1re entreprise sénégalaise à l’obtenir.

### KSDE
KSDE, Kossam Société de Développement de l’Elevage est une ﬁliale de la Laiterie du Berger créée pour améliorer le dispositif de développement de l’amont de la ﬁlière laitière sénégalaise.

## Mission
La mission principale de la laiterie est de réduire la pauvreté au Sénégal en créant des emplois et en valorisant le savoir-faire local. Pour cela la laiterie accompagne les éleveurs en achetant leur lait et en renforçant leurs capacités en santé animale, en productivité, en hygiène et en gestion de ferme. Elle assiste aussi les éleveurs pour les soins vétérinaires et l’achat d’aliments de bétail au niveau de centres de proximité construits dans des points stratégiques pour desservir équitablement les éleveurs habitants différents points de collecte. Son impact social se réalise principalement auprès de trois bénéficiaires :
- les éleveurs : il y a une amélioration considérable de leurs revenus et l’accès aux facteurs de progrès tels que l’accès aux services financiers et la professionnalisation
- les employés : Le développement d’un modèle exemplaire d’entreprise pour ses employés la population sénégalaise par le biais des produits vendus et la contribution de l’entreprise au développement du pays—l’offre de produits laitiers frais à forte valeur nutritionnelle au marché sénégalais ainsi que la structuration de l’économie de la filière lait.